# عتبات عالیات

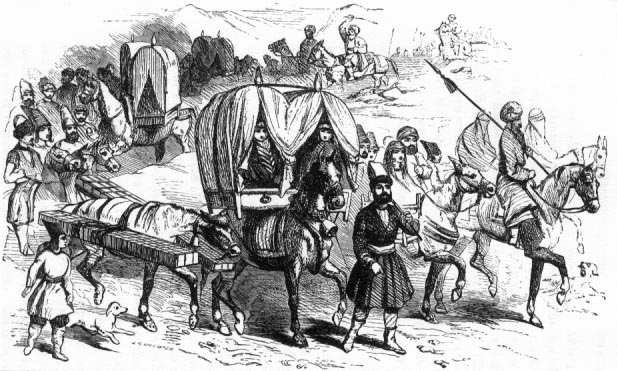
زائران ایرانی کربلا. از کتاب لیدی شیل در مورد ایران. ۱۸۵۶ میلادی.

عَتَبات عالیات یا عتبات، اصطلاحی است که شیعیان دوازه امامی آن را برای اشاره به آرامگاه‌های امامان خود در عراق به کار می‌برند. این آرامگاه‌ها در شهرهای کربلا، نجف، سامرا و کاظمین قرار دارند.
واژهٔ «عَتَبَة» در زبان عربی به‌معنای آستان و درگاه است. در این عبارت، واژهٔ عتبه که به صورت جمع (عَـتَـبات) به کار رفته، دارای صفتی شده (عالیات) که در زبان عربی باید با موصوفِ خود (عتبه) تطابق داشته باشد؛ بنابراین، در اینجا صفت هم به‌صورت جمع آمده‌است. این قاعدهٔ تطابق صفت با موصوف مربوط به زبان عربی است و در زبان پارسی (فارسی) لازم نیست رعایت شود.
عتبات در شهرهای کربلا، کاظمین، نجف و سامرا واقع شده‌اند و شامل آرامگاه‌های شش تن از پیشوایان شاخهٔ دوازده امامی شیعه می‌شوند.
- علی بن ابیطالب: نجف
- حسین بن علی: کربلا
- عباس بن علی: کربلا
- علی‌اکبر: کربلا
- موسی کاظم: کاظمین
- محمد تقی: کاظمین
- علی نقی: سامرا
- حسن عسکری: سامرا

در خلال سدهٔ نوزدهم میلادی، عتبات عالیات مهم‌ترین کانون‌های تحصیل و آموزش شیعی بودند.
در دوره صدام حسین در عراق سفر به عتبات عالیات ممنوع اعلام شد و شیعیان زیادی در حسرت زیارت جان سپردند تا اینکه با سقوط صدام به دست ائتلاف در سال ۱۳۸۱، موج زیارت شیعیان از عتبات عالیات شروع شد.
با آنکه زیارت اربعین از سال ۶۱ هجری قمری وجود داشته‌است اما بعد از سقوط صدام در سال ۸۱ شمسی روز به روز به جمعیت زوار اربعین افزوده شد. به‌صورتی که در سال ۱۴۰۲ جمعیتی بالغ بر ۳۰ میلیون نفر در روزهای منتهی به اربعین به کربلا رفتند.